# 싱어송파이터
《싱어송파이터》는 MBN에서 방영된 예능 프로그램이다.

## 기획 의도
'오빠시대' TOP7의 첫 스핀 오프 예능으로 실력과 인기가 검증된 TOP7 오빠들이 8090 음악을 넘어 온라인 점령에 도전하는 예능 프로그램

## 방송 일정
| 방송국 | 방송 기간                        | 방송 시간                 | 회차   |
| ------ | -------------------------------- | ------------------------- | ------ |
| MBN    | 2024년 1월 7일 ~ 2024년 3월 10일 | 매주 일요일 오후 6시 20분 | 10부작 |

## 출연진
- 신공훈
- 박현수
- 이동현
- 류지호
- 안성현
- 윤희찬
- 김정우